# 浅川広湖
浅川 広湖（あさかわ ひろみ/こうこ、安政5年（1858年12月28日） - 大正5年（1916年）4月9日）は日本のメソジスト派の牧師。日本メソジスト教会の牧師として明治時代から大正時代にかけて活動。牧師辞任後は英語教師として活動した。

## 生涯

### 初期
徳川家臣の家に生まれる。幼名は万次郎。1868年（明治元年）に沼津兵学校付属小学校（第9期）で学ぶ。1873年（明治6年）に横浜でG・コクラン宣教師のもとで英語を学ぶ。コクラン宣教師一家の家に寄宿して、1875年（明治8年）に中村正直夫人と共に洗礼を受ける。

### メソジスト牧師時代
1876年（明治9年）9月9日教職試補に推挙される。
1878年（明治11年）4月、日本メソヂスト甲府教会（現：日本基督教団甲府教会）に教職試補として派遣される。
1878年（明治11年）7月19日、甲府教会初代牧師に就任。その際に、C・S・イビー夫妻が甲府教会内の横町英語学校と甲府市緑町英学義塾で英学を教え、浅川はイビーの助手として正則英語を教えた。
1879年（明治12年）7月、日本メソヂスト静岡教会（現：日本基督教団静岡教会）に転任、2代目牧師となる。さらに1880年（明治13年）日本メソヂスト牛込教会（現：日本基督教団頌栄教会）に転任し、牛込教会時代に1881年（明治14年）9月18日山中笑、杉山彦六（後の土屋彦六）、平岩愃保らと共に、G・ミーチャム宣教師から按手礼を受け、牧師の准允を受けた。
さらに、1882年（明治15年）下谷教会（現：日本基督教団下谷教会）に転任。下谷教会時代に東洋英和学校会社社長の責任を持ち、コクラン宣教師を手伝った。下谷教会牧師時代に第三回全国基督教信徒大親睦会の幹部の一人になる。

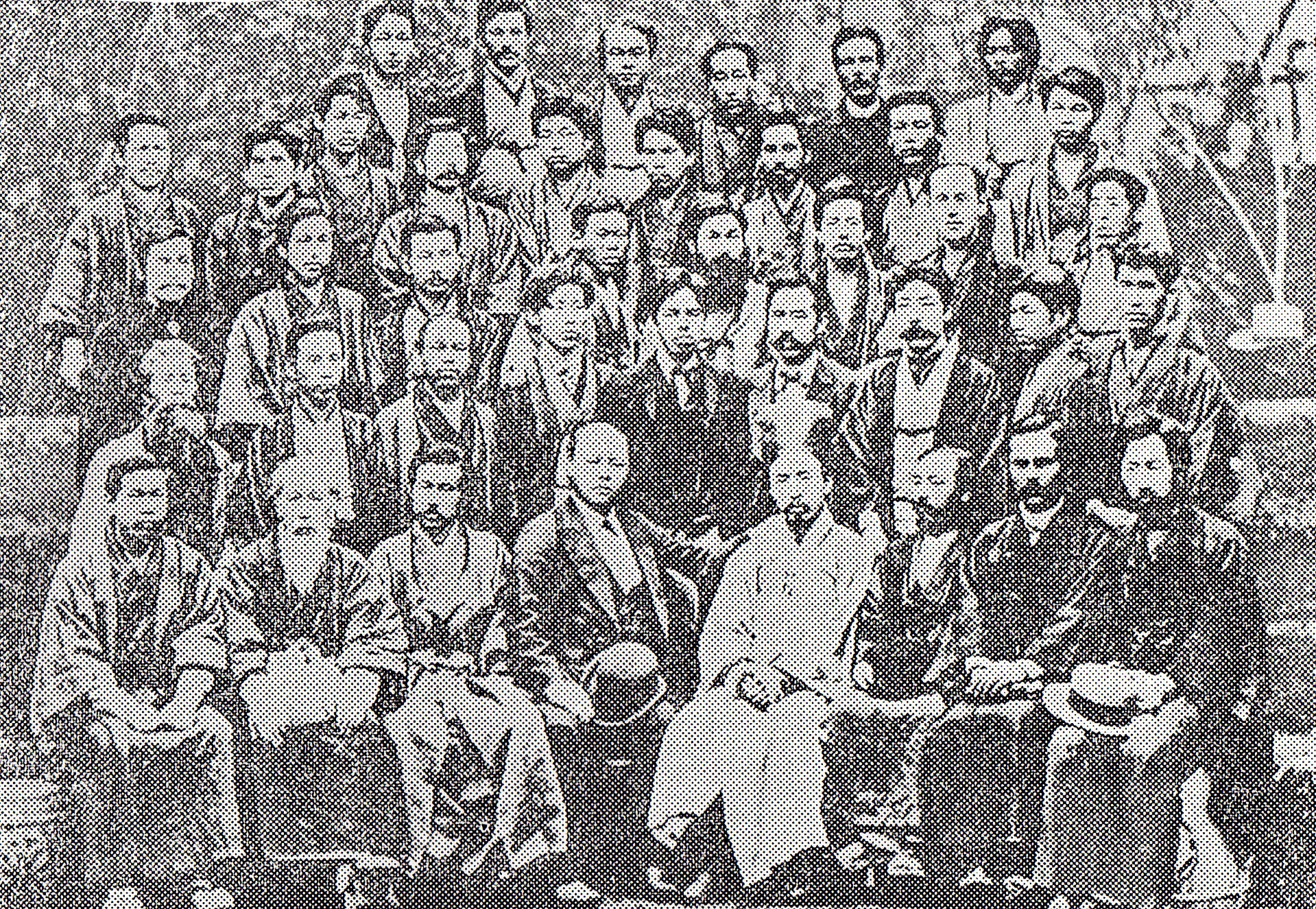
1883年5月12日の第三回全国基督信徒大親睦会の幹部の記念写真、浅川は前から最後列の左から1人目

1884年（明治17年）4月、再び会堂建設のために日本メソヂスト甲府教会に戻り、4代目牧師となる。
1885年（明治18年）5月、甲府教会の会堂建築で不祥事を起こして解任され、穂積教会に左遷される。1886年（明治19年）には日本メソジスト教会の牧師を辞任する。

### 英語教師時代
牧師辞任後教師の道を歩み、1889年（明治22年）に長野県尋常師範学校（現：信州大学）の英語教員を務める。同時に、日曜日に自宅を開放して聖書研究会をし、多くの求道者を集める。1890年（明治23年）から長野伝道を始めた長老派の日本基督教会と日本メソジスト教会に託して、1890年（明治23年）に浅川は長野を去る。
1904年（明治37年）、宮城県尋常中学校、1907年（明治40年）6月〜1915年（大正4年）9月、静岡県立静岡中学校で英語教師を務めた。